# فيرشوال بوكس
فيرتشوال بوكس (بالإنجليزية: VirtualBox)‏ هو حزمة برمجية لتحقيق الحوسبة الافتراضية أو مراقبة الأجهزة الافتراضية في الأنظمة الحاسوبية ذات المعمارية x86 و AMD64/Intel64، بُرمج في الأصل من قبل شركة برمجيات ألمانية ثم تم شراؤه وتطويره من شركة صن مايكروسيستمز كجزء من Sun xVM، ويتم تطويره حاليا من قبل شركة أوراكل. يدعم فيرتشوال بوكس محاكاة بيئة افتراضية متوافقة مع الكثير من أنظمة التشغيل (لينكس، ويندوز، ماك، أوبن سولاريس.. إلخ). توجد نسخة (+) للبرنامج وهي ليست مجانية وتقدم المزيد من الخيارات في استعمال البرنامج.

## وصلات خارجية
- فيرتشوال بوكس على موقع Open Hub (الإنجليزية)
- الموقع الرسمي